# Berja
Berja (/'be̞rxä/) este o municipalitate din provincia Almería, Andaluzia, Spania cu o populație de 15.036 de locuitori (2011).